# Matt Helders
Matthew 'The Cat' Helders (ur. 7 maja 1986) – perkusista brytyjskiego zespołu indierockowego Arctic Monkeys.
Jego funkcją jest również śpiew towarzyszący (pojawiający się np. w "I bet you look good on the dancefloor", "Teddy Picker", "D Is For A Dangerous"). Uczęszczał do Stocksbridge High School razem z Alexem Turnerem i Andym Nicholsonem (pierwszym basistą zespołu). Do zespołu dołączył w 2002 roku. Grą na perkusji zajął się, ponieważ, jak sam mówi: "To było jedyne, co zostało. Wszyscy mieli już gitary, więc ja kupiłem perkusję".